# Brasão de armas da Gagaúzia
O Brasão de armas da Gagaúzia (em gagauz: Yerin gerbi, em romeno:  Stema Găgăuziei) é a imagem de um escudo heráldico, com um hemisfério dourado do sol nascente ao amanhecer em um fundo azul na parte inferior. O escudo é envolvido por orelhas amarelas (douradas) com a bandeira da Gagauzia. Sob o escudo, há a imagem usual de folhas de videira e feixes de videira - símbolos da vida da república. Três estrelas amarelas de cinco pontas (douradas) estão dispostas na forma de um triângulo equilátero logo acima do escudo. Aprovado em 28 de junho de 1996.
O autor da imagem do brasão de armas da Gagauzia é o artista Fedor Duloglo.